# Aspalathus varians
Aspalathus varians är en ärtväxtart som beskrevs av Christian Friedrich Frederik Ecklon och Carl Ludwig Philipp Zeyher. Aspalathus varians ingår i släktet Aspalathus och familjen ärtväxter.

## Underarter
Arten delas in i följande underarter:
- A. v. isolata
- A. v. varians